# 沃尔莱克 (艾奥瓦州)
沃爾萊克（英語：Wall Lake）是一個位於美國愛荷華州索克縣的城市。

## 地理
沃爾萊克的座標為42°16′16″N 95°05′30″W / 42.27111°N 95.09167°W，而該地的平均海拔高度為383米（即1257英尺）。

## 人口
根據2010年美國人口普查的數據，沃爾萊克的面積為3.19平方千米，當中陸地面積為3.19平方千米，而水域面積為0.00平方千米。當地共有人口819人，而人口密度為每平方千米256人。